# Hof (Baviera)
Hof (pronunciación en alemán: /hoːf/ⓘ) es una de las ciudades independientes que tiene Baviera. Está ubicada en la frontera norte de este estado alemán. Tiene 50 000 habitantes aproximadamente.
Su arquitectura data del siglo XII cuando fueron construidas las primeras viviendas con un estilo simple a base de barro y madera y sin muchas modificaciones posteriores, sólo algunos retoques de baja calidad realizados a principios del siglo XX en conmemoración del heptacentenario de la ciudad. 
Su centro es localmente conocido por su Fuente del Ángel, que se cree fue construida bajo la dirección del duque de Suabia Federico I Staufen, hijo de Federico de Büren y su madre, Hildegard, de la dinastía de Alsacia. 
También se lo relaciona, por ser la ciudad natal de Hugo Wilhelm Stroessner Koetschenreuter, padre del militar, presidente y dictador paraguayo Alfredo Stroessner, quien dirigió su país durante 34 años, desde agosto de 1954 hasta ser derrocado por un golpe de Estado en febrero de 1989.

## Jardín Botánico
El jardín comenzó su andadura en 1929 como jardín municipal para la enseñanza de los estudiantes, y entre 1929 y 1932 fue convertido como jardín botánico por el jardinero de la ciudad Rudolf Hutschenreiter. 